# 1991 WD
1991 WD är en asteroid i huvudbältet som upptäcktes den 17 november 1991 av den japanska astronomen Satoru Otomo i Kiyosato.
Asteroiden har en diameter på ungefär 5 kilometer.